# North Pearsall (Teksas)
North Pearsall je naseljeno mjesto za statističke potrebe u američkoj saveznoj državi Teksas. Prema popisu stanovništva iz 2010. u njemu je živjelo 614 stanovnika.